# Elliptoblatta semilimbata
Elliptoblatta semilimbata är en kackerlacksart som beskrevs av Henri Saussure och Leo Zehntner 1895. Elliptoblatta semilimbata ingår i släktet Elliptoblatta och familjen jättekackerlackor.
Artens utbredningsområde är Madagaskar. Inga underarter finns listade i Catalogue of Life.